# Томас Линч (губернатор)
Сэр Томас Линч — (англ. Thomas Lynch) английский губернатор Ямайки. Избирался на эту должность трижды в XVII веке (1663—1664, август 1671 — ноябрь 1674 и 1682—1684). Некоторое время он также был главным судьей Ямайки.

## Биография
Родился в 1634 году в семье эсквайра.
В 1665 году начал служить в армии под командованием Роберта Венейблса, которая отправилась на Ямайку . В январе 1661 года, после некоторого периода пребывания в Англии, он был пожизненно назначен проректором-маршалом острова.
В декабре 1662 года Линч был подполковником 5-го полка милиции. Уже в апреле 1663 года был приведен к присяге в качестве члена совета, а в апреле 1664 году избран президентом совета в отсутствие Чарльза Литтелтона. В июне 1664 года сэр Томас Модифорд стал губернатором, и Линч снова был приведен к присяге в совете. Вскоре Модифорд написал своему брату, сэру Джеймсу Модефорду, находившемуся тогда в Англии, с просьбой заставить герцога Альбемарля назначить шерифа вместо проректора-маршала; но 12 февраля 1665 года Линч написал лорду Арлингтону с жалобой на то, что губернатор отстранил его от совета и должности главного судьи без объяснения каких-либо публичных причин.
Затем Линчу пришлось вернуться в Англию. В конце 1670 года ему было приказано снова отправиться на Ямайку в качестве вице-губернатора, наделенного полномочиями командовать в отсутствие Модифорда. Эта комиссия была повторена в январе 1671 года, когда Модифорд был отозван, и в то же время он получил поручение от Джеймса, герцога Йоркского, быть главнокомандующим кораблями его величества на Ямайке и вокруг неё. Он был посвящен в рыцари во дворце Уайтхолл 3 декабря 1670 года. Линч подвергся критике со стороны своего начальства в Англии за свое поведение во время суда над пиратом Питером Джонсоном; когда пират был оправдан, Линч приказал провести повторный суд над ним и лично руководил процессом, осудив и казнив Джонсона.
Пиратов Ямайки поощрял Модифорд. При Линче они действовали по поручению губернатора, включая Генри Моргана, и король потребовал свою долю испанской добычи.
Дипломатические жалобы испанского правительства, однако, вынудили английское правительство уступить. Линча отозвали в 1676 году, и лорд Воган был отправлен с приказом подавить пиратов и положить конец пиратству. В 1682 году Линча снова послали на Ямайку в качестве губернатора и генерал-капитана с аналогичными инструкциями относительно пиратства, и он их строго выполнил. Среди его целей был французский пират Джин Хэмлин, которую неоднократно защищал губернатор Сент-Томаса Адольф Эсмит.
При Линче и Моргане колониальные власти тщетно пытались победить ямайских маронов Хуана де Серраса, но мароны просто отступили дальше в Голубые горы, вне досягаемости колониальных ополченцев.
Линч умер, в 1684 году. Уже больной, Линч был возмущен тем, что захваченный пират Джозеф Баннистер уклонился от осуждения по юридическим формальностям и скончался сразу после приводящего в бешенство и неудачного судебного разбирательства.
Он был похоронен в соборе Ямайки, под плитой из чёрного мрамора.

## Семья
Отец — Теофилус Линч(р.1608 году), был эсквайрэм из Рикстон-Холла в Ланкашире.
Мать — Джудит Линч(девичья фамилия Эйлмер) родилась в семье королевского капеллана и епископа Лондона Джона Эйлмера.
Первый брак Линча был на дочери сэра Джорджа Герберта, Вере. У них родилась дочь Филадельфия, которая позже выйдет замуж за сэра Томаса Коттона из хлопковых баронетов Комбермира.
Вскоре он женился во-второй раз, на дочери Томаса Темпла из Франктона в Уорикшире, Мэри. Однако общих детей они не имели. Его вдова впоследствии вышла замуж за его преемника, полковника Хендера Молсуорта.